# 1937–1938-as osztrák labdarúgó-bajnokság (első osztály)
Az 1937–1938-as osztrák labdarúgó-bajnokság az osztrák labdarúgó-bajnokság legmagasabb osztályának huszonhetedik alkalommal megrendezett bajnoki éve volt. 
A pontvadászat 10 csapat részvételével zajlott. A bajnokságot a Rapid Wien csapata nyerte.  

## A bajnokság végeredménye
| #  | Csapat            | M  | Gy | D | V  | RG | KG | P  |
| -- | ----------------- | -- | -- | - | -- | -- | -- | -- |
| 1  | SK Rapid Wien     | 18 | 14 | 2 | 2  | 59 | 19 | 30 |
| 2  | Wiener Sportclub  | 18 | 9  | 5 | 4  | 43 | 29 | 23 |
| 3  | FK Austria Wien   | 18 | 8  | 5 | 5  | 35 | 29 | 21 |
| 4  | SC Wacker         | 18 | 8  | 4 | 6  | 44 | 33 | 20 |
| 5  | First Vienna FC   | 18 | 6  | 7 | 5  | 41 | 30 | 19 |
| 6  | SK Admira Wien    | 18 | 6  | 7 | 5  | 37 | 34 | 19 |
| 7  | FC Wien           | 18 | 7  | 3 | 8  | 40 | 41 | 17 |
| 8  | Floridsdorfer AC  | 18 | 5  | 4 | 9  | 32 | 32 | 14 |
| 9  | Favoritner AC     | 18 | 4  | 4 | 10 | 29 | 62 | 12 |
| 10 | 1. Simmeringer SC | 18 | 2  | 1 | 15 | 30 | 81 | 5  |

- A Rapid Wien az 1937-38-as szezon bajnoka.
- Az FC Wien, a Floridsdorfer, a Favoritner és az 1. Simmeringer SC kiesett a másodosztályba (2. Klasse).